# دنيبرياني (بيرنيك)
دنيبرياني (Дніпряни) هي مدينة في مقاطعة بيرنيك في أوكرانيا.
يبلغ عدد سكانها حوالي 4447   نسمة.